# Cabbiya
Cabbiya is een bestuurslaag in het regentschap Sumenep van de provincie Oost-Java, Indonesië. Cabbiya telt 2873 inwoners (volkstelling 2010).